# 溢洪道
溢洪道（英語：spillway）係指水壩或堰的構造物，功能在於排除宣洩超過水庫容量之多餘洪水，防止溢頂而破壞壩體，以確保水壩的安全。依照溢流洩方式之不同，溢洪道可區分為自由溢流式溢洪道（overflow spillway）及閘門控制式溢洪道；又依照洩水構造物形式，可分為隧道式溢洪道、陡槽式溢洪道（chute spillway）、鐘口型溢洪道（bell-mouth spillway 或 morning glory spillway，又稱為喇叭形溢洪道）、側槽溢洪道（side channel spillway）、管流式溢洪道（pipe spillway）、虹吸式溢洪道（siphon spillway）、壩堰式溢洪道等。溢洪道並不一定建造在壩身建築物上，亦可在壩址附近另行興建溢洪道，例如側槽溢洪道即離開壩身。

## 範例

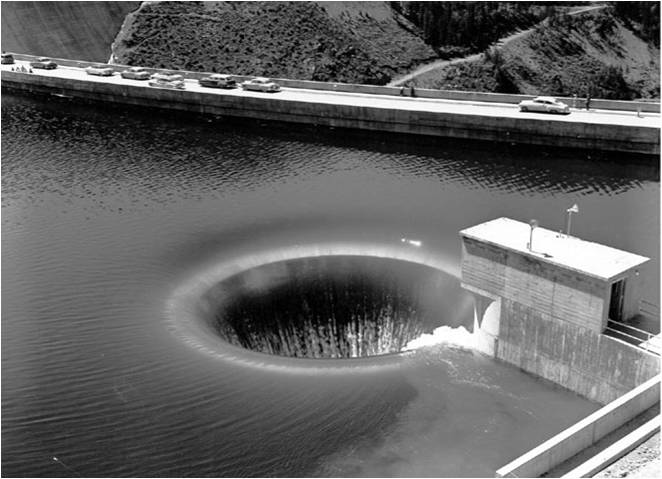
美國蒙大拿州Hungry Horse水壩的喇叭形溢洪道
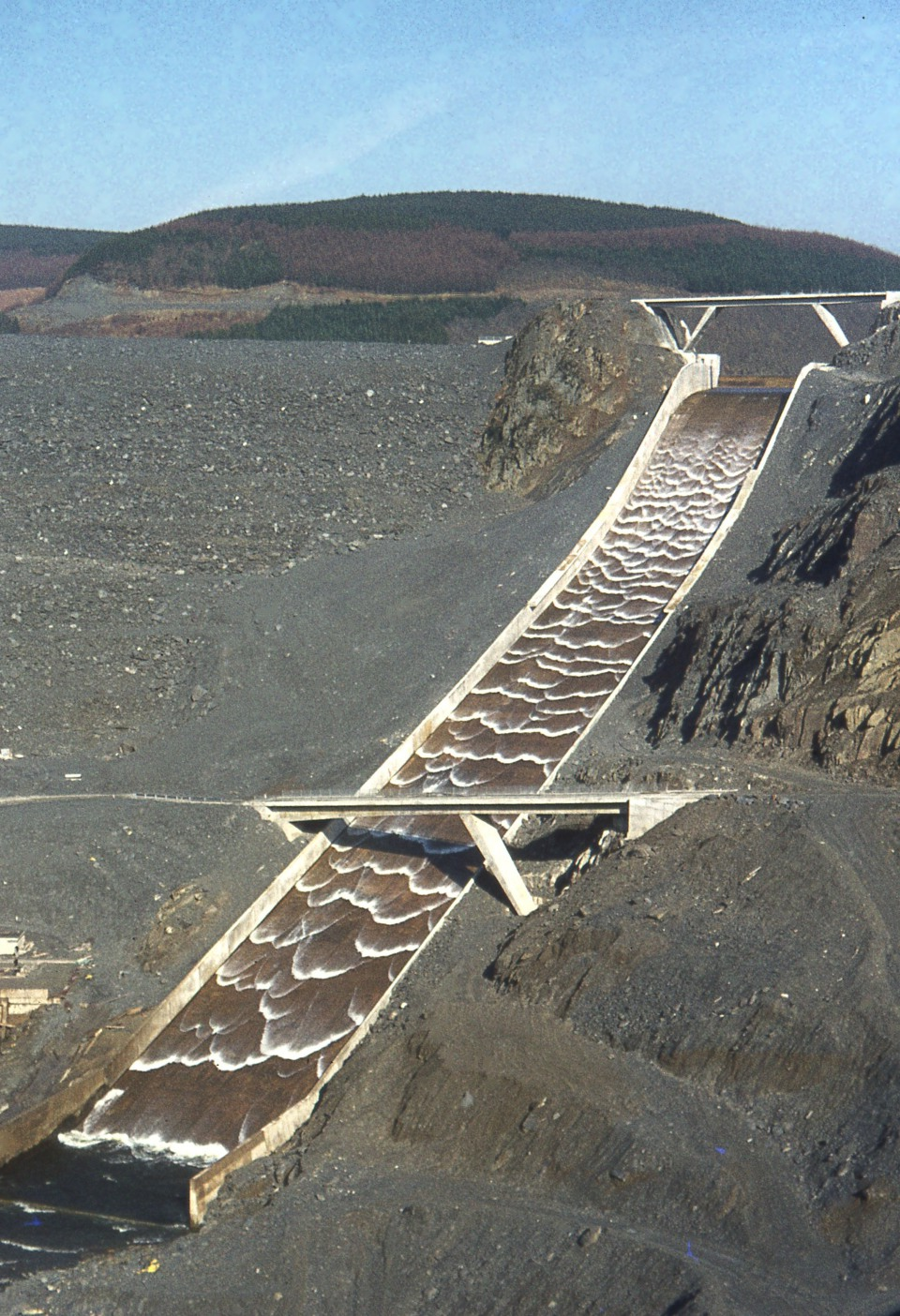
英國威爾斯Llyn Brianne水庫的陡槽式溢洪道
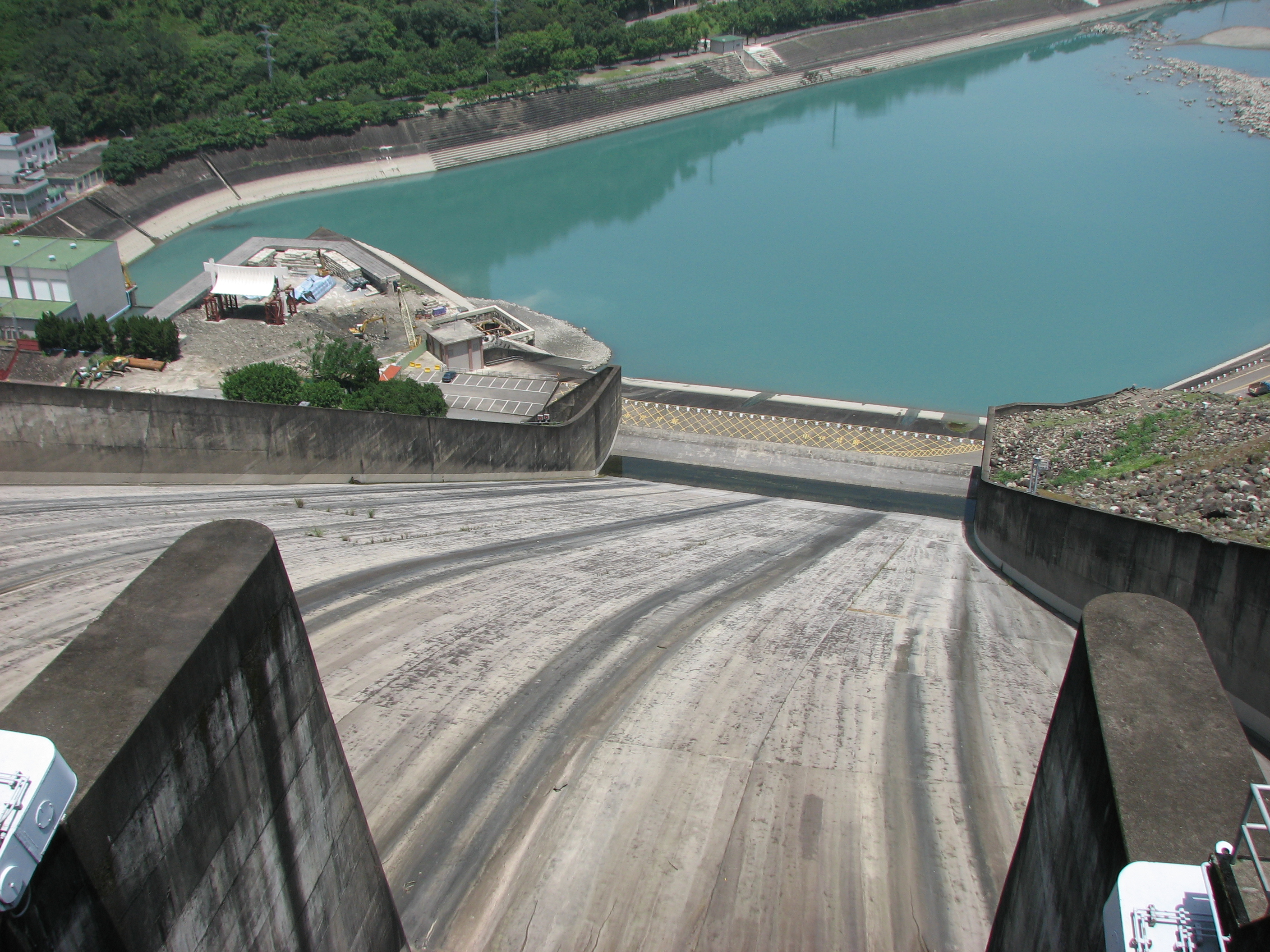
台灣桃園市石門水庫的閘門控制溢洪道
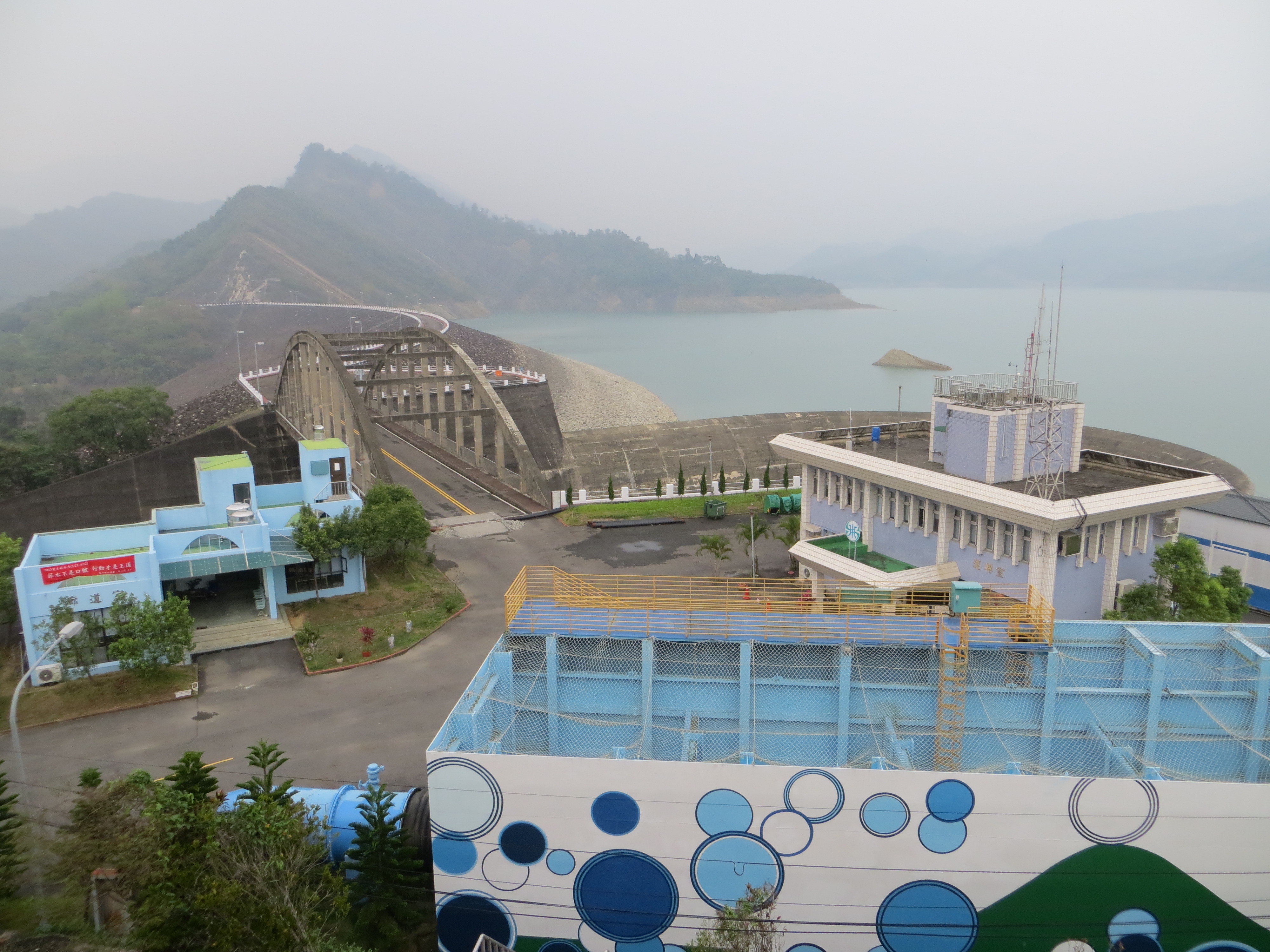
台灣台南市南化水庫的側槽自由溢流式溢洪道
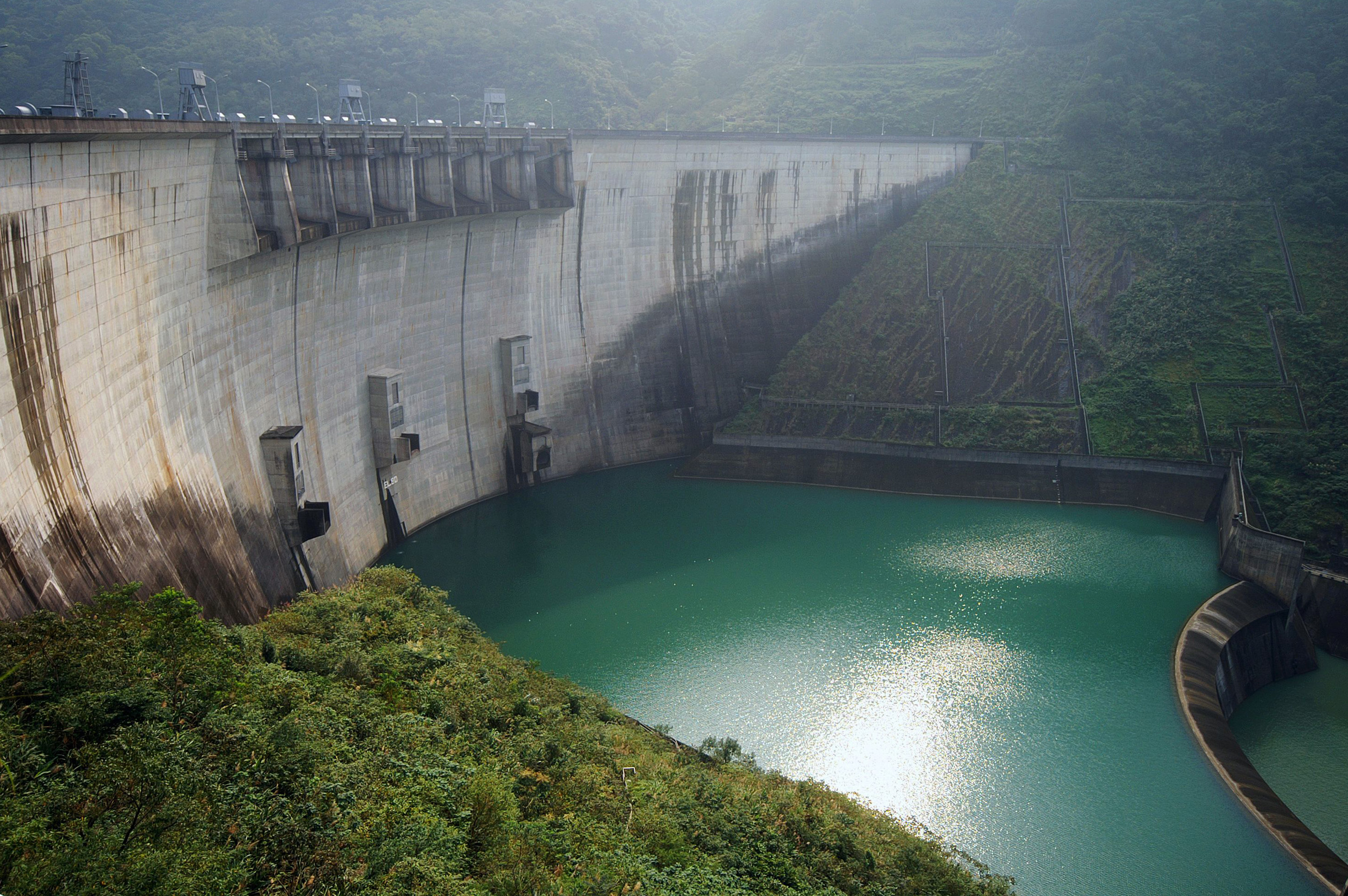
台灣新北市翡翠水庫的閘門控制溢流直落式溢洪道
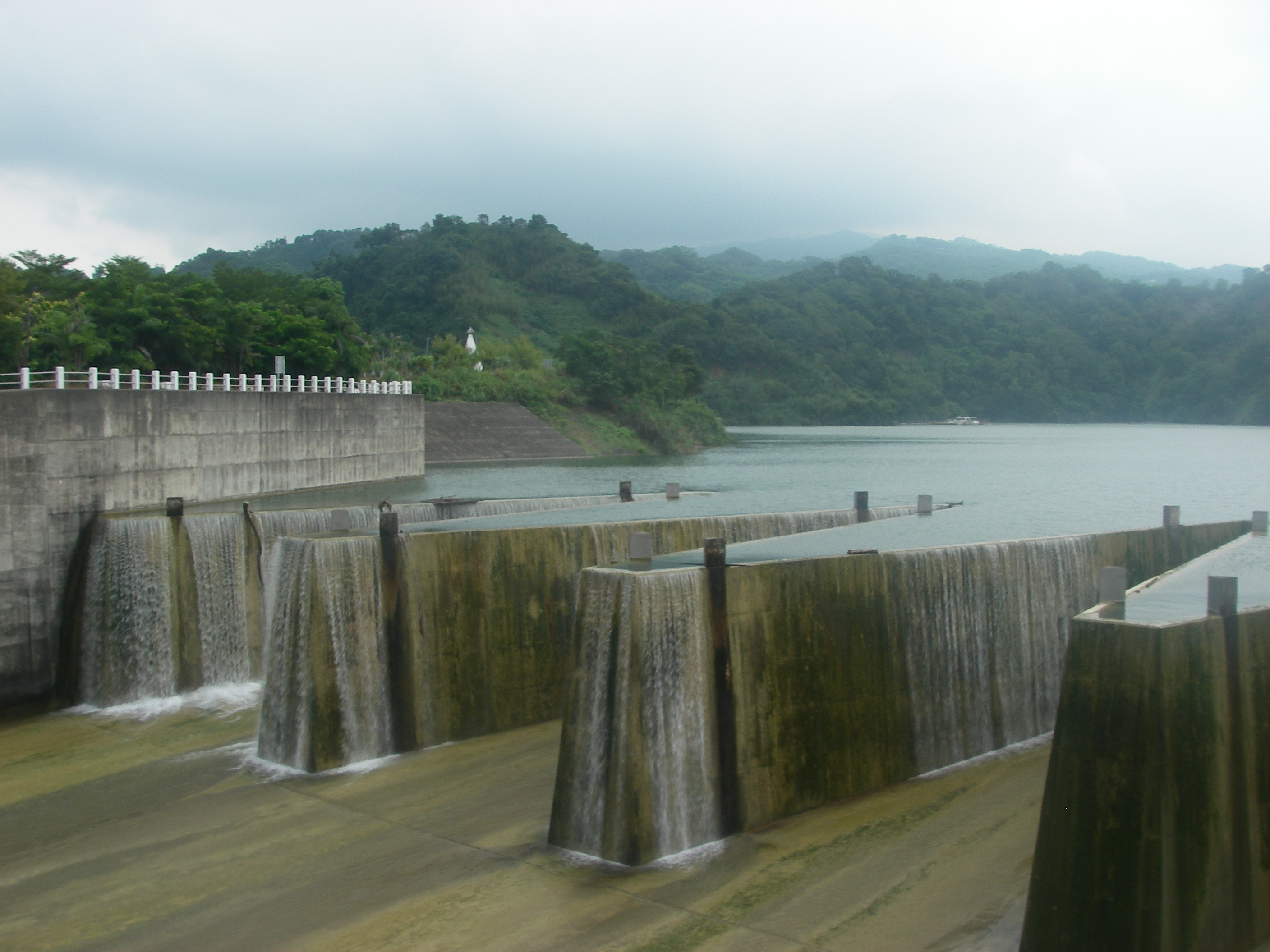
台灣苗栗縣鯉魚潭水庫的鋸齒堰溢洪道
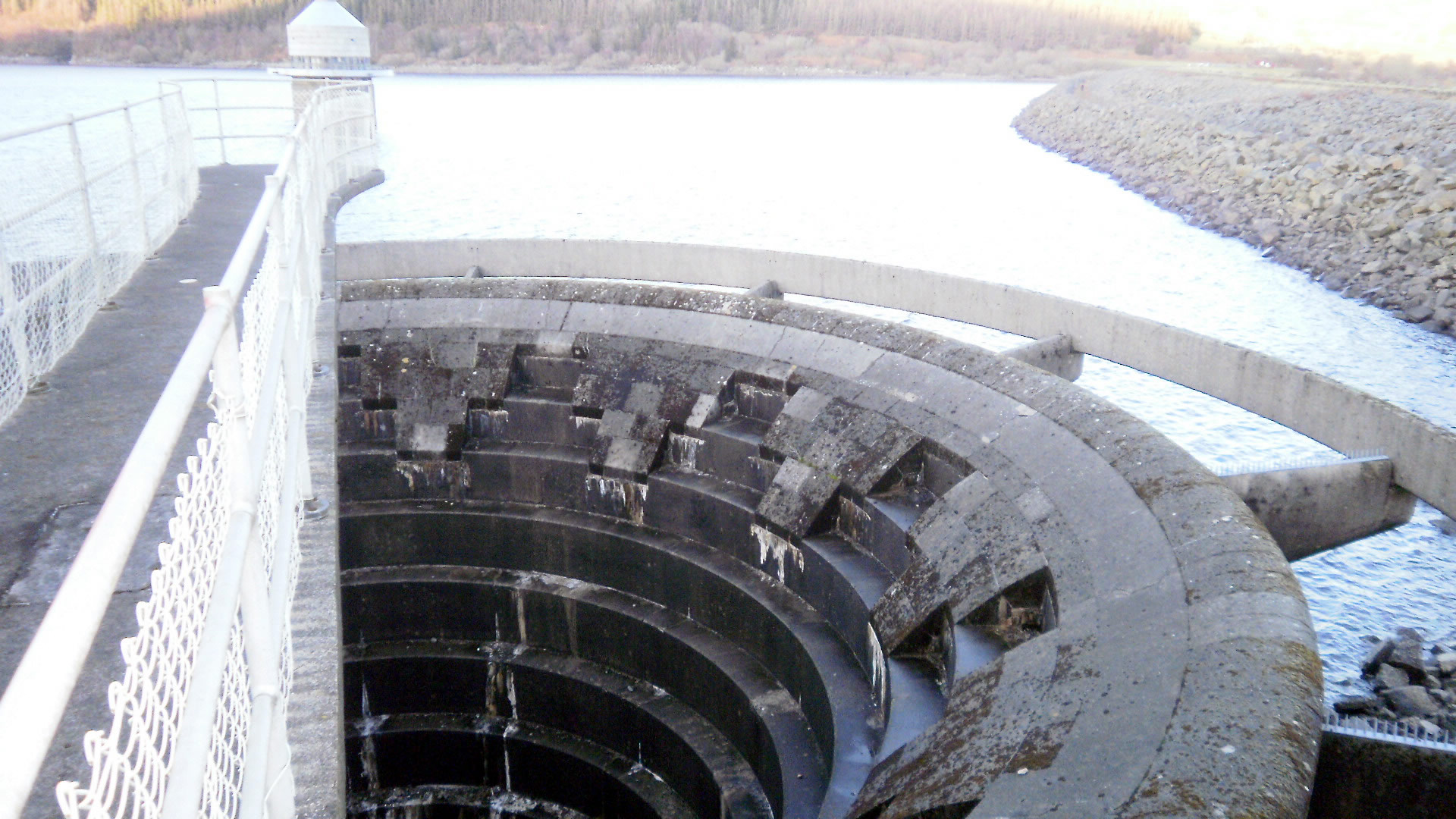
英國北威爾斯Llyn Celyn水庫的喇叭形溢洪道
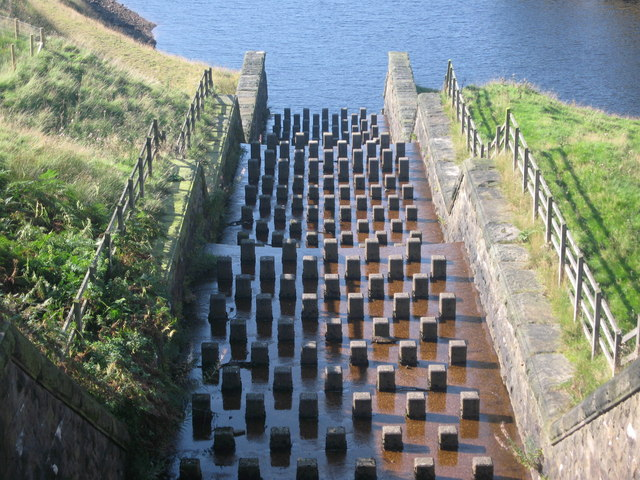
英國英格蘭Yeoman Hey水庫的階梯式陡槽溢洪道
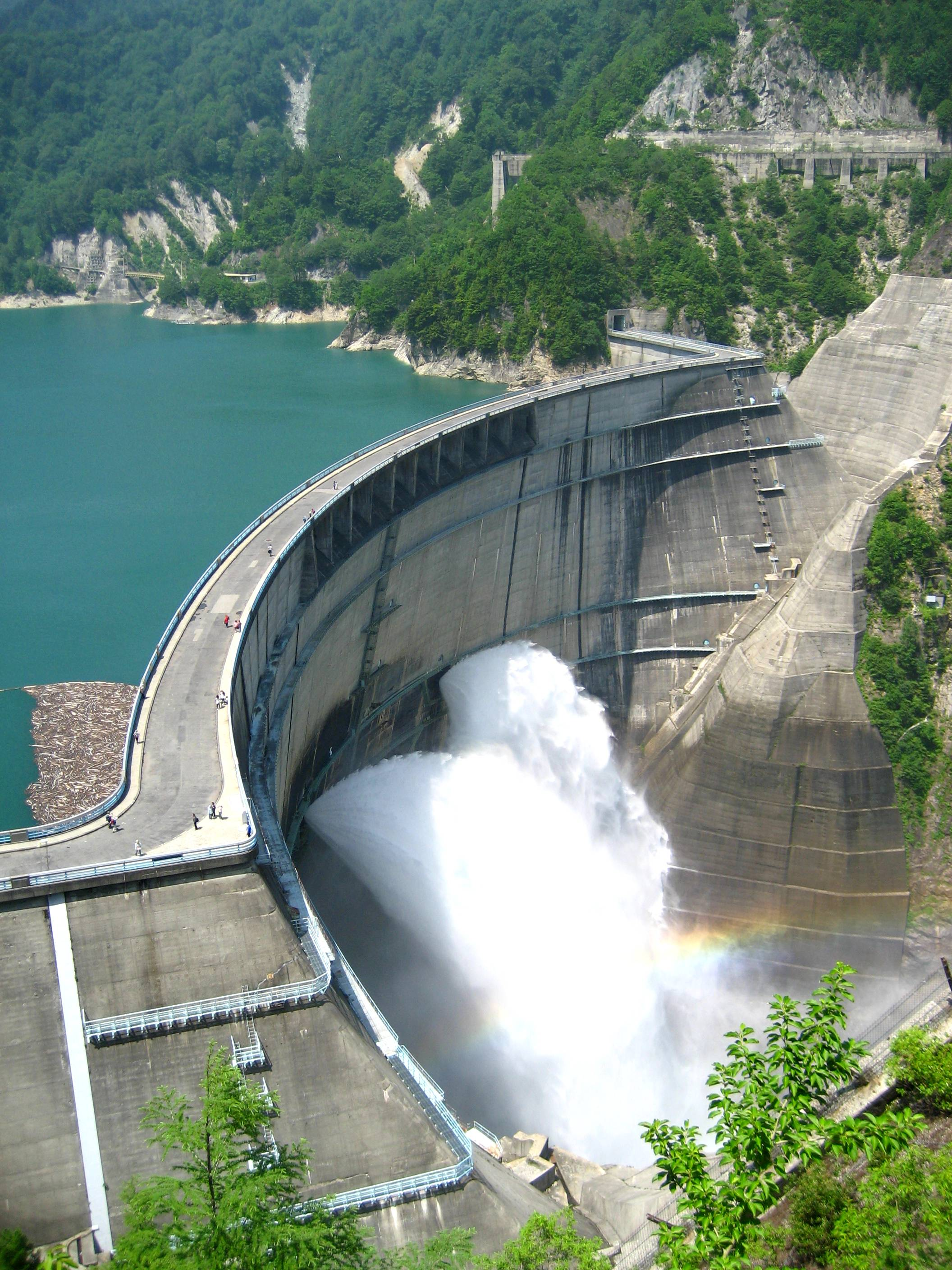
日本富山縣黑部水壩的閘門控制直落式溢洪道